# Kusanovec
Kusanovec je malá vesnice v Chorvatsku v Záhřebské župě. Je součástí opčiny Brckovljani, od jejíhož stejnojmenného střediska se nachází 5 km jihovýchodně. Nachází se asi 9 km severovýchodně od města Dugo Selo a asi 30 km severovýchodně od centra Záhřebu. V roce 2011 zde žilo 49 obyvatel, přičemž počet obyvatel pravidelně klesá.
Jediným sídlem, které je s Kusanovcem přímo silničně spojeno, je sousední vesnice Prikraj, jelikož lokální silnice, která Kusanovcem prochází, je slepá. Severně od Kusanovce protéká potok Zelina, který se zde vlévá do nedaleko protékající řeky Lonja.

## Vývoj počtu obyvatel
| Počet obyvatel | Počet obyvatel | Počet obyvatel | Počet obyvatel | Počet obyvatel | Počet obyvatel | Počet obyvatel | Počet obyvatel | Počet obyvatel | Počet obyvatel | Počet obyvatel | Počet obyvatel | Počet obyvatel | Počet obyvatel | Počet obyvatel | Počet obyvatel |
| -------------- | -------------- | -------------- | -------------- | -------------- | -------------- | -------------- | -------------- | -------------- | -------------- | -------------- | -------------- | -------------- | -------------- | -------------- | -------------- |
| 1857           | 1869           | 1880           | 1890           | 1900           | 1910           | 1921           | 1931           | 1948           | 1953           | 1961           | 1971           | 1981           | 1991           | 2001           | 2011           |
| 159            | 163            | 165            | 189            | 186            | 174            | 163            | 145            | 133            | 107            | 94             | 78             | 73             | 51             | 53             | 49             |

## Sousední vesnice
| Růžice kompasu | Prikraj      | Lonjica  | Luka | Růžice kompasu |
| Růžice kompasu | Sever        |          |      | Růžice kompasu |
| Růžice kompasu | Kusanovec    |          |      | Růžice kompasu |
| Růžice kompasu | Jih          |          |      | Růžice kompasu |
| Růžice kompasu | Gornja Greda | Lupoglav |      | Růžice kompasu |